# M96特戰突擊艇
M96特戰突擊艇是中華民國海軍陸戰隊裝備的一款突擊艇，由海軍水中爆破大隊、海軍陸戰隊兩棲偵搜大隊與海軍陸戰隊特勤隊操作，未來預計由M109特戰突擊艇取代。